# Campeonato Mundial de Esquí Alpino de 1991
El XXXI Campeonato Mundial de Esquí Alpino se celebró en la localidad alpina de Saalbach (Austria) entre el 22 de enero y el 3 de febrero de 1991 bajo la organización de la Federación Internacional de Esquí (FIS) y la Federación Austriaca de Esquí.

## Resultados

### Masculino
| Evento                  | Oro                                       | Plata                                    | Bronce                                    |
| ----------------------- | ----------------------------------------- | ---------------------------------------- | ----------------------------------------- |
| Descenso (27.01)        | Franz Heinzer · Suiza · 1:54,91           | Peter Runggaldier · Italia · 1:55,16     | Daniel Mahrer · Suiza · 1:55,57           |
| Eslalon (22.01)         | Marc Girardelli Luxemburgo 1:55,38        | Thomas Stangassinger · Austria · 1:55,96 | Ole Kristian Furuseth · Noruega · 1:56,00 |
| Eslalon gigante (03.02) | Rudolf Nierlich · Austria · 2:29,94       | Urs Kälin · Suiza · 2:30,29              | Johan Wallner · Suecia · 2:30,73          |
| Supergigante (23.01)    | Stephan Eberharter · Austria · 1:26,73    | Kjetil André Aamodt · Noruega · 1:28,27  | Franck Piccard Francia 1:28,55            |
| Combinada (30.01)       | Stephan Eberharter · Austria · 16,28 pts. | Kristian Ghedina · Italia · 26,41 pts.   | Günther Mader · Austria · 27,54 pts.      |

### Femenino
| Evento                  | Oro                                     | Plata                                | Bronce                                 |
| ----------------------- | --------------------------------------- | ------------------------------------ | -------------------------------------- |
| Descenso (26.01)        | Petra Kronberger · Austria · 1:29,12    | Nathalie Bouvier Francia 1:29,56     | Svetlana Gladysheva URSS 1:29,63       |
| Eslalon (01.02)         | Vreni Schneider · Suiza · 1:25,90       | Nataša Bokal Yugoslavia 1:26,06      | Ingrid Salvenmoser · Austria · 1:26,56 |
| Eslalon gigante (02.02) | Pernilla Wiberg · Suecia · 2:07,45      | Ulrike Maier · Austria · 2:07,61     | Traudl Hächer · Alemania · 2:08,03     |
| Supergigante (29.01)    | Ulrike Maier · Austria · 1:08,72        | Carole Merle Francia 1:08,83         | Anita Wachter · Austria · 1:08,85      |
| Combinada (31.01)       | Chantal Bournissen · Suiza · 26,45 pts. | Ingrid Stöckl · Austria · 33,76 pts. | Vreni Schneider · Suiza · 42,13 pts.   |

## Medallero
| Núm. | País       | Oro | Plata | Bronce | Total |
| ---- | ---------- | --- | ----- | ------ | ----- |
| 1    | Austria    | 5   | 3     | 3      | 11    |
| 2    | Suiza      | 3   | 1     | 2      | 6     |
| 3    | Suecia     | 1   | 0     | 1      | 2     |
| 4    | Luxemburgo | 1   | 0     | 0      | 1     |
| 5    | Francia    | 0   | 2     | 1      | 3     |
| 6    | Italia     | 0   | 2     | 0      | 2     |
| 7    | Noruega    | 0   | 1     | 1      | 2     |
| 8    | Yugoslavia | 0   | 1     | 0      | 1     |
| 9    | Alemania   | 0   | 0     | 1      | 1     |
| 9    | URSS       | 0   | 0     | 1      | 1     |
|      | TOTAL      | 10  | 10    | 10     | 30    |